# Manewr z Bath
Manewr z Bath – polega na przepuszczeniu zagranego przez obrońcę honoru aby skłonić go do ponownego zagrania w ten kolor lub aby uniemożliwić obrońcom wyrobienie koloru poprzez zyskanie tempa. Przykładowo:
```
                     ♠ x
                     
♥ AKxx;
 
                     
♦ DW10x;
 
                     ♣ ADX 
          ♠ KD10xx              ♠ xxxx
          
♥ xxxx                ♥ x

          
♦ x                   ♦ Axxx
                
          ♣ xxx                 ♣ xxxx 
                     ♠ AWx
                     
♥ DWxx
 
                     
♦ Kxx;
 
                     ♣ KWX
```

S gra 3BA. W wistuje w króla pik, a S puszcza. Po tym zagraniu rozgrywający zawsze weźmie 11 lew, jeżeli natomiast zabiłby pierwszą lewę asem to po oddaniu lewy na asa karo przegrałby kontrakt.

Nazwa manewru pochodzi od angielskiego miasta Bath.